# 苏州大学附属第一医院

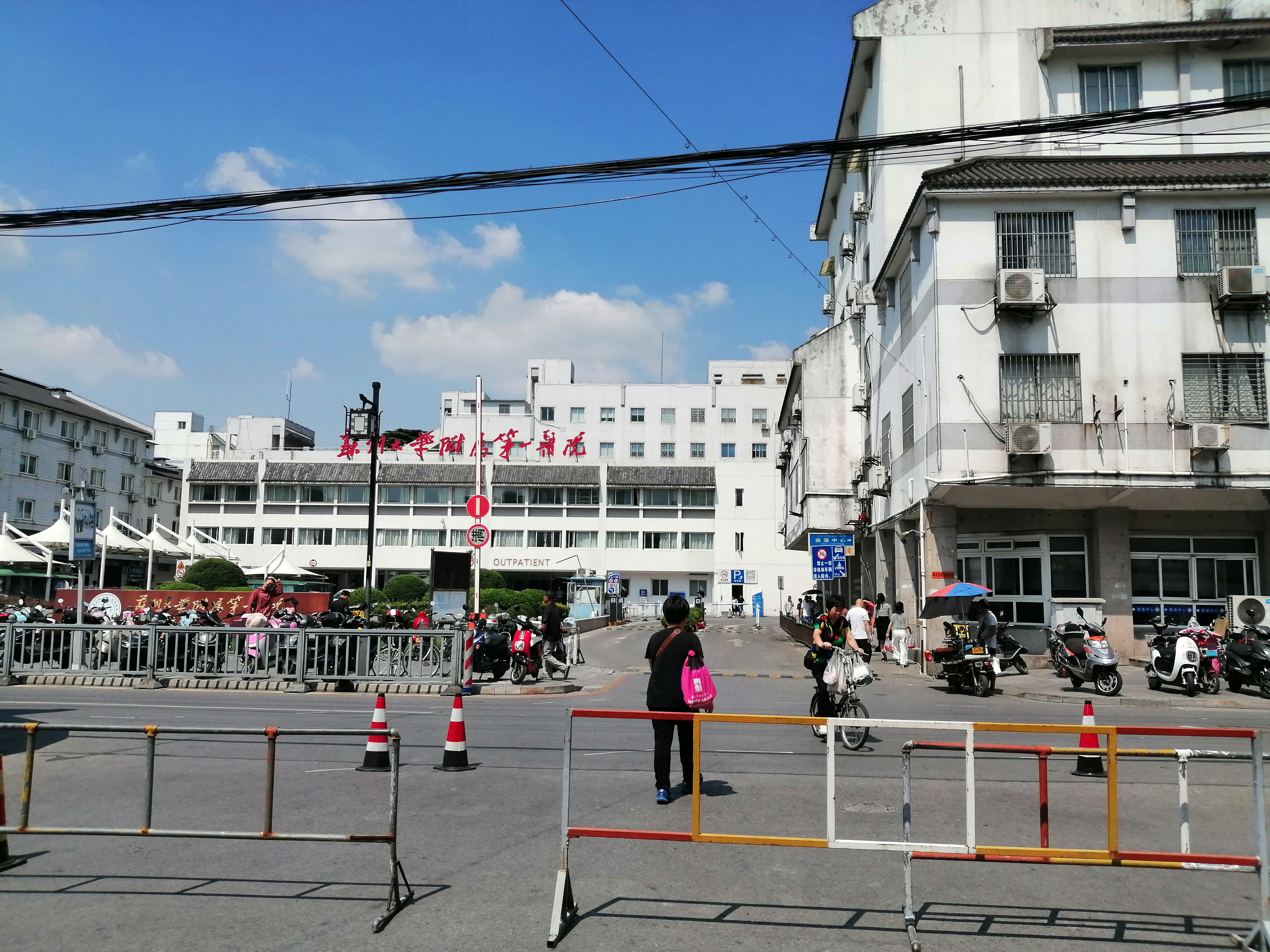
苏大附一院十梓街院区

苏州大学附属第一医院（苏州市第一人民医院），简称苏大附一院，是中国江苏省的一所医院，前身为1883年（清光绪九年）创立的博习医院，是中国卫生部首批三级甲等医院，为江苏省卫生健康委员会直属的省级重点医院，苏南地区医疗指导中心。

## 历史
1859年，美国监理公会派传教士兰伯赴苏州传道，但收效较小。1877年，美国教会派兰伯之子兰华德赴苏州，在天赐庄租民房3间，开办诊所，定名“中西医院”。1883年，兰华德偕妹婿柏乐文筹建博习医院，为苏大附一院的前身，翌年柏乐文等获得教会拨款及苏州地方人士捐助，在天赐庄建院，于11月正式启用，由柏乐文、兰华德两名美籍医生负责医院管理。太平洋战争爆发后，博习医院被日本同仁会接管。1945年日本投降后由教会收回。1951年11月，江苏省苏南行政公署接办博习医院，1954年改名为苏州市第一人民医院。1957年，该院成为苏州医学院的附属医院，至1959年更名为苏州医学院第一附属医院，1962年再更名为苏州医学院附属第一医院。1979年，苏州医学院附属第一医院与苏州市第一人民医院为一个机构两块牌子。2000年苏州医学院并入苏州大学后，该院变更为现名。
2015年8月28日，苏大附一院新院区启用。

## 院区
本院现分为两个院区，新院区位于苏州市平海路899号，2015年8月28日启用；旧院区位于十梓街188号。

## 规模
苏州大学附属第一医院总床位1727张，2013年，门急诊量236.1万人次，出院7.66万人次，年手术量2.44万台次。医院现有职工3053人，其中正高级专家210人，副高级专家386人。2018年12月，平海路院区启动二期工程。